# Франкенштейн создал женщину
«Франкенштейн создал женщину» (англ. Frankenstein Created Woman) — британский фильм ужасов 1967 года.

## Сюжет
Ганс (Роберт Моррис), сын убийцы, влюблён в Кристину (Сьюзен Денберг), дочь трактирщика, который категорически против этой связи. Когда его убивают трое неизвестных пьяных франтов, подозрение падает на Ганса. Все улики против него; его приговаривают к смерти. После его казни Кристина совершает самоубийство, утопившись. Для доктора Франкенштейна (Питер Кушинг) это как раз: он планирует проверить свою новую теорию по передаче души от одного человека другому. Ему ассистирует доктор Хертц (Терлоу Уолтерс). Барону удается создать красотку. В неё вселяется дух Ганса и начинаются убийства. После выполненного долга существо кончает с собой.

## В ролях
- Питер Кушинг — доктор Франкенштейн
- Сьюзен Денберг — Кристина
- Торил Уолтерс — доктор Хертц
- Роберт Моррис — Ганс
- Петер Блис — Антон
- Барри Уоррен — Карл
- Дерек Фоулдс — Иоганн
- Колин Дживонс — священник